# Brokvarns naturreservat
Brokvarn är ett naturreservat i Tidaholms kommun i Västra Götalands län.
Området är skyddat sedan 1970 och är 8 hektar stort. Det är beläget mitt mellan Tidaholm och Mullsjö vid ån Tidan. Det består av några betade åskullar.

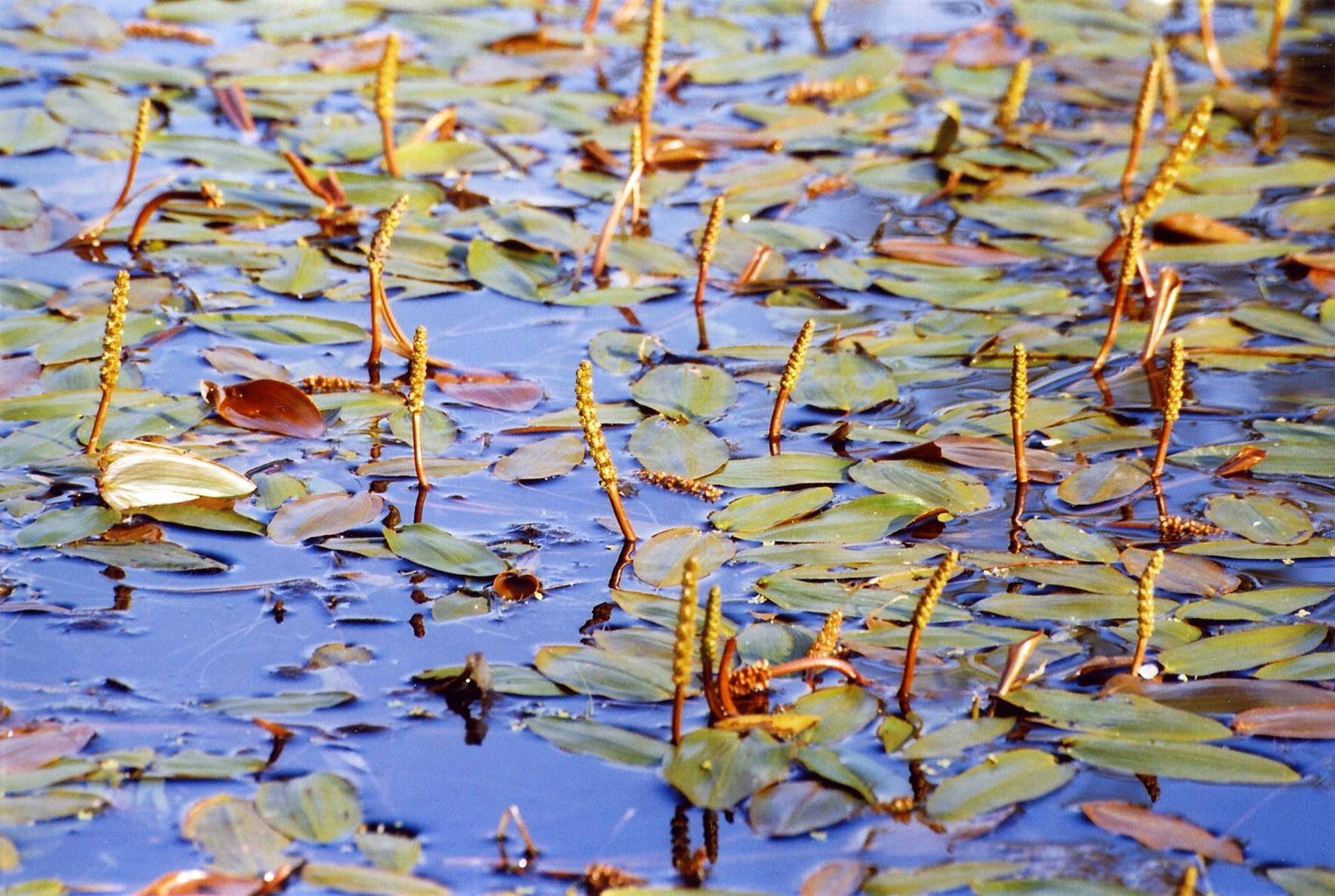
Gäddnate

På dessa betade torrängar växer till exempel prästkrage, ängsvädd, blåklocka, gulmåra, gråfibbla, gullklöver, brudbröd och backsippa.  Vid stranden till ån växer alar och i vattnet kan man se näckrosor och gäddnate. I öster nedanför åskullarna finns brukade åkrar.  
Kvarnen Brokvarn vid Tidan är helt bevarad med kvarn, rensverk, magasin, kvarnstall och kammare. Byggnaderna lär ha uppförts 1882. Turbinerna används numera för elproduktion. De röda byggnaderna ligger samlade vid en stenbro i en rofylld miljö.